# Poco male
Poco male è un singolo del gruppo musicale Italiano Sottotono, pubblicato il 1º aprile 2022 come unico estratto dalla riedizione del quinto album in studio Originali.

## Descrizione
Tormento ha dichiarato di aver dedicato il brano alla sua compagna:

## Video musicale
Il video, diretto da Fabrizio Conte, è stato pubblicato in concomitanza del lancio del singolo attraverso il canale YouTube del gruppo.